# نیروهای مسلح امپراتوری ژاپن
نیروهای مسلح امپراتوری ژاپن (انگلیسی: Armed Forces of the Empire of Japan) تشکیلاتی نظامی بود که از زمان اصلاحات میجی در سال ۱۸۶۸ تا پایان جنگ جنگ جهانی دوم و امضای  قانون اساسی ژاپن (۱۸۶۸–۱۹۴۷) ادامه داشت و شامل موارد زیر بود:
- نیروی زمینی امپراتوری ژاپن
- نیروی دریایی امپراتوری ژاپن
- نیروهای هوایی امپراتوری ژاپن که به سرویس هوایی ارتش و سرویس هوایی نیروی دریایی تقسیم می‌شد.